# Сепса
Сепса је клинички синдром, и компликација тешких поремећаја, а карактеришу је системско запаљење, обимно оштећење ткива и системски одговор организма на инфекцију. „Сепса настаје када одбрамбени, имунски систем, уместо да контролише инфекцију, доводи до оштећења сопствених ткива и органа. Последице су септички шок, слабљење функције органа и смрт“. Примарни знаци запаљењске реакције у септичком шоку укључују вазодилатацију, повећану микроваскуларну пермеабилност (пропустљивост) и акумулацију леукоцита. Сепсу може да добије било ко, без обзира на узраст, пол или социјални статус, а посебно ризичне групе чине особе старије животне доби, мала деца, хронични болесници и имунодефицијентне особе.
Сепса у свим земљама света представља озбиљан здравствен и и економски проблем због чињеница да је: инциденца сепсе у драматичном порасту а лечење скупо и неизвесно.
Са сваким сатом одлагања почетка лечења сепсе (применом антибиотика у стању септичног шока) њена смртност расте за око 10%, Зато је 1. октобра 2011. године сепса проглашена за хитно медицинско стање. Највећа кампања, са циљем подизања опште свести о овом проблему и израде националног развојног плана у свакој земљи са циљем смањења морталитета од сепсе за 20% до 2020. године, почела је 13. септембра 2012. године, и тај дан се сматра првим „Светским даном сепсе”.

## Дефиниције сепсе и неких дијагностички критеријума[4]
Сепса
Сепса је стање у организму које се карактерише присуством (вероватно или документовано) инфекције заједно са системским манифестацијама инфламације.
Тешка сепса
Тешка сепса је један од облика сепсе, који се карактерише сепсом индукованим отказивањем органа или хипоперфузијом ткива.
Сепсом индукована хипотензија
Сепсом индукована хипотензија је облик сепсе у чијој клиничкој слици доминира пад систолног крвног притисак (SBP) < 90 mmHg или пад средњег артеријског притиска (MAP) < 70 mmHg, или смањење SBP > 40 mmHg или мање од две стандардне девијације испод нормалне вредности за старосну доб, у одсуству других узрока хипотензије.
Септички шок
Сепсом индукована хипотензија која траје упркос одговарајућој надокнади течности, дефинише се као септички шок.
Сепсом индукована хипоперфузија ткива
Инфекцијом индукована хипотензија, са повећаном лактатемија, или олигуријом дефинише се као сепсом индукована хипоперфузија ткива.

## Епидемиологија
И поред сталног развоја медицине инциденца сепсе у великом је порасту у свету. Као примарни узрок наводи се старење популације. У раздобљу од 2000. до 2008. године забележен је двоструки пораст болнички лечених болесника са знацима примарне или секундарне сепсе.
Бројне међународне студије наводе да се у 20% до 40% болесника сепса развија у ванболничким условима, а инциденција тешке постхируршке сепсе у периоду од 1997. до 2006. године повећала се три пута.
Морбидитет и смртност
Сепса се јавља код 1-2% свих хоспитализованих болесника и код око 25% код болесника на интензивној нези, где представља главни узрок смрти. У свету, стопа смртности у одељењима интензивне неге креће се око 20%. Код класичне сепсе учесталост је до 40% а код септичког шока > 60%.
У САД, сепса је други водећи узрок смрти код несрчаних болесника, и десети узрок смрти према укупним подацима из центара за контролу и превенцију болести у САД.
Сепса је један од чешћих узрок смрти од малигних болести простате, дојке и ХИВ/АИДС заједно, и чест узрок смрти код болесника са дијагнозом упале плућа, туберкулозом, ХИВ/АИДС као и код болесника болнички лечених због повреде.
| „ | Према подацима, изнетим 2008. на једном научном скупу у Загребу, сепса је трећи најучесталији узрок смрти у свету. Годишње од сепсе умре 18 милиона болесника, што је једнако броју становника Данске, Финске, Ирске и Норвешке заједно, или 1.400 људи дневно. | ” |

Животна доб
Сепса се учесталије јавља код старих особа и хронични болесника, најчешће због нарушеног имунског система.
У земљама у развоју, сепса чини 60% до 80% узрока смрти у дечјем узрасту. Од ње умре око 6.000.000 новорођенчади годишње и више од 100.000 жена у постпарталном периоду.

## Етиологија
Сепса настаје када почетни запаљењски одговор на инфекцију постане генерализовани и прошири се на, здрава и нормална ткива, која су удаљена од иницијалног места оштећења или инфекције организма.
Сепса се сматра као тешко интраваскуларно запаљење; тешко - зато што је неконтролисана, нерегулисана и сама себе потпомаже, интраваскуларно - јер представља међућелијску интеракцију унутар крви и запаљење - јер су све одлике септичног одговора у основи изражени запаљењски одговори.
До сепсе обично долази након бактеријских инфекција. Бактерије узрокују сепсу у 75-85% случајева. Ту спадају пре свега грам-негативне бактерије као што су (Acinetobacter baumannii) Псеудомонас аеругиноса (Pseudomonas aeruginosa), Клебсиела (Klebsiella pneumoniae) или грам-позитивних бактерија - Стафилококус ауреус (Staphylococcus aureus),.
од гљивичних инфекција сепса се најчешће јавља након заразе кандидом албиканс (Candida albicans).
од паразитских инфекција сепса се најчешће јавља након заразе плазмодијумом (маларија), шистосомом, филаријом, ехинококусом и трипанозомом (болест спавања)
Појаву сепсе могу да изазову и микроорганизми као што су изазивачи менингитиса (упале мождане опне) неисерија, хемофилус и стрептококус (Neisseria meningitidis, Haemophilus influenzae, Streptococcus pneumoniae).
Посебно изражену смртност код сепсе имају инфекције узроковане кандидом и псеудомонасом аерогиноза (лат. Candidom species, Pseudomonas aeroginoza).

## Патофизиологија сепсе
Када настане инфекција или повреда ткива, долази до једновременог излучивања проинфламаторних и антиинфламаторних елемената. Као последица системске проинфламаторне реакције долази до;
- Оштећења ендотела крвних судова, коју прати микроваскуларна дисфункција,
- Оштећења ткивне оксигенације (хипоксија), која за последицу има оштећење органа,
- Анергије и имуносупресија, која ствара стање деструктивног имунолошког несклада.

Због тога се сепса може описати и као аутодеструктивни процес који омогућава да нормални патофизиолошки одговор на инфекцију захвати и друга нормална ткива.

## Компликације
Исход сепсе, као и последице озбиљне инфекције, зависе од следећих фактора;
- Одбрамбених механизама организма у моменту настанка поремећаја,
- Специфичних утицаја околине и
- Специфичних карактеристика бактерија које су изазвале сепсу.

Најчешћа и најтежа компликације сепсе је септички шок, након кога могу да настану следећи поремећаји;
- акутна бубрежна инсуфицијенција са ануријом (престанак излучивања мокраће),
- акутни цитотоксични хепатит,
- крварења у дигестивном тракту и друга крварења,
- оток(едем) плућа,
- акутни миокардит.

Упркос напретку савремене медицине прогноза сепсе након појаве септичког шока, је често неизвесна, а смртност се креће око 50%.

## Клиничка слика
Није неуобичајено да дисфункција или инсуфицијенција неког органа буде први клинички знак сепсе. Ни један органски систем није отпоран на последице претераног запаљењског одговора у сепси, али су следећи органи и органски системи посебно често захваћени, и зато њихови поремећаји доминирају у клиничкој слици сепсе;
- Циркулаторни систем са централном, регионалном и микроциркулације, (микроциркулација је кључни орган за оштећења у септичном синдрому),
- Плућа (АРДС)
- Гастроинтестинални тракт,
- Јетра,
- Бубрези,
- Централни нервни систем (због енцефалопатија и периферне неуропатије).

Када се развије сепса, активности ових поремећаја могу довести до даљег оштећења ткива а важну улогу у развоју сепсе играју инвазија микроорганизама али и њихови ендотоксини.
Клиничка слика почиње високом температуром и дрхтавицом. Затим се наставља следећим знацима болести;
| - општа слабост, - губитак апетита - жеђ - смањено мокрење - отежано дисање, - анксиозност праћена узнемиреношћу, - поспаност, дезоријентисаност све до конфузног стања, | - температура и грозница, - бледило коже која је орошена хладним знојем, - хладни удови, - убрзан и мек пулс, са једва чујним срчаним тоновима, - убрзан рад срца (тахикардија) - тешка хипотензија (<70 mmHg) - неправилан рад срца (аритмија срца) |

## Дијагноза
Анамнеза
Физикални преглед
Уз наведене симптоме у клиничкој слици за дијагнозу сепсе је потребно да постоји могућа или доказана инфекција (пнеумонија, абдоминална инфекција, инфекција уринарног тракта, инфекција ране, итд).
| Налаз             | Вредности                                     |
| ----------------- | --------------------------------------------- |
| Температура       | <36 °C или >38 °C                             |
| Пулс              | >90/min                                       |
| Учесталост дисања | >20/min или PaCO2<32 mmHg (4,3 kPa)           |
| ВБЦ               | <4x109/L (<4000/mm³), >12x109/L (>12,000/mm³) |

## Биохемијске и друге промене
- леукопенија са неутропенијом (ретко леукоцитоза)
- хиперазотемија, као последица инсуфицијенције бубрега,
- поремећај хемостазе (тромбопенија, хипофибринемиа, нарушен протромбински комплекс),
- повећан ниво шећера (као последица адренергичне хиперсекреције),
- повећана вредност ензима у плазми (СГОТ, ЛДХ, ЦПК и амилаза) због хипоксичног оштећења ткива и ћелија.

## Терапија
У иницијално лечење сепсе спада; реанимација, остале мере, превенција и лечење компликација.

### Реанимација
Оксигенотерапија  100% кисеоником на нормалном и повишеном притиску (ХБОТ).
| „ | Неки болесници са ARDS-ом захтевају повећан PEEP да би постигли адекватан функционални резидуални капацитет и одржавање оксигенације, као и вршни притисак изнад 30-35 cmH2О да би остварили ефективан дисајни волумен од 6-8 ml/kg, са адекватним уклањањем CО2. Код ових болесник, углавном се прелази са конвенционалне притиском контролисане вентилације на притиском ослобађајућу вентилацију или на високо фреквентну осцилаторну вентилацију. Ови модови одржавају оксигенацију са већим средњим притисцима у дисајним путевима користећи „опен лунг“ вентилациону стратегију. Да би били ефективни, ови модови могу да захтевају средњи притисак у дисајним путевима 5 cm H2О већи од оних који се користе у конвенционалној вентилацији. Ово може да смањи враћање венске крви у срце те постоји већа потреба за течностима и вазопресорима током ресусцитације. | ” |

Корекција било које вресте метаболичке ацидоза
Мониторинг.
Ткивна перфузија
Нормализација крвног притиска
Интравенска надокнада течност
Унос течности (колоида, кристалоида, плазме)
Унос течности (колоида, кристалоида, плазме) је важна у прва 24 сата јер у рганизми пацијента постоји велика потреба за течношћу, која далеко превазилази губитке течности.
Углавном се користе кристалоиди или колоиди (природни или вештачки) . У почетку се интрабенски даја 500–1.000 мл кристалоида (или 300–500 мл колоида) у току 30 минута, и у зависности од повећања крвног притиска, поступак се понавља. Пацијента треба пратити како би се избегао плућни едем.

### Остале мере
Контрола извора сепсе
Контрола обухвата идентификацију септичног фокуса и ерадикацију инфекције (антибиотском терапијом).
Исхрана
За оптималну имуну функцију, болесника у сепси, од посебног значаја је и правилна исхрана болесника. У првих 48 сати након дијагнозе сепсе, потпуно постити или користити само инфузије глукозе, али и орална или ентерална исхрана, ако  је то могуће. Не препоручује се током првих 7 дана храна са пуним предвиђеним бројем калорија, али мали износи до 500 ккал/дан са постепеним повећањем, се толеришу. Препоручује се давање у првих 7 дана инфузије глукозе са ентералном исхраном. Не препоручује се давање додатака исхрани  првих неколико дана.
Препоручују се гликемијске вредности одржавати <10 ммол/Л, а доња вредност је било која што не представља хипогликемију.
У истраживању објављеном 2014. године које је обухватило 2.270 критично болесних пацијената код којих је примењена ентерална исхрана у просеку од 1.057 ккал/дан  утврђено је да је статистички значајно смањење 60-дневног морталитета и краће трајање механичке ветилације.
Кортикостероиди
Улога кортикостероида у лечењу септичног шока је контроверзна. И док је неки препоручују други је оспоравају. Кортикоиди се препоручују за употребу код пацијената са септичким шоком који не реагује на адекватну хидратацију и захтевају терапију вазопресорима. У оовој терапији обично се примењује хидрокортизон у дози од 200–300 мг дневно у 3–4 дозе или као континуирана инфузија током 7 дана.   

### Превенција и лечење компликација
Највећи број случајева сепсе пријављен је у болницама, углавном на јединицама интензивне неге. Методе превенције обухватају ограничавање броја инвазивних процедура, ограничавање времена увођења интраваскуларних и катетера у бешику, примену стриктно дефинисаних асептичких правила и агресивно лечење болничких инфекција. Треба избегавати ненамерно антибактеријско лечење и примену глукокортикостероида .
У ванболничким условима, правилна хигијена игра главну улогу у превенцији. Вакцине се такође користе против патогена који изазивају менингитис, који је главни узрок сепсе (ван болнице). У случају блиског контакта са болесном особом, дају се профилактичке дозе антибиотика .